# Le Brignon
Le Brignon là một xã thuộc tỉnh Haute-Loire nam trung bộ nước Pháp. Xã Le Brignon nằm ở khu vực có độ cao trung bình 954 mét trên mực nước biển.